# Speakerboxxx/The Love Below
Albums de OutKast
Big Boi and Dre Present... Outkast
(2001) Idlewild
(2006)
Singles
1. Hey Ya!
Sortie : 9 septembre 2003
2. The Way You Move
Sortie : 2 octobre 2003
3. Roses
Sortie : 25 mai 2004
4. GhettoMusick / Prototype
Sortie : 23 novembre 2004

Speakerboxxx/The Love Below est le cinquième album studio d'OutKast, sorti le 23 septembre 2003. Il s'agit d'un double album comprenant un album solo de chacun des deux membres du groupe : Speakerboxxx de Big Boi aux sonorités plus rap Dirty South et The Love Below d'André 3000, dans un style plutôt funk. André y chante plus qu'il ne rappe, marquant un important tournant par rapport aux opus précédents d'OutKast.
L'album se classe 1er au Top R&B/Hip-Hop Albums et au Billboard 200. Il est certifié disque de diamant et multi disque de platine (plus de 11 millions d'exemplaires vendus) par la RIAA le 23 septembre 2003.
En 2004, l'album a remporté deux Grammy Awards : Meilleur album de l'année et Meilleur album de rap, et le titre Hey Ya! a reçu le Grammy Award de la meilleure prestation Urban/Alternative.

## Liste des titres

### Speakerboxxx
| No  | Titre                                                                      | Contient un (des) sample(s) de           | Durée |
| --- | -------------------------------------------------------------------------- | ---------------------------------------- | ----- |
| 1.  | Intro                                                                      |                                          | 1:29  |
| 2.  | Ghetto Musick (featuring André 3000)                                       | Love, Need and Want You de Patti LaBelle | 3:56  |
| 3.  | Unhappy                                                                    |                                          | 3:19  |
| 4.  | Bowtie (featuring Sleepy Brown et Jazze Pha)                               |                                          | 3:56  |
| 5.  | The Way You Move (featuring Sleepy Brown)                                  |                                          | 3:54  |
| 6.  | The Rooster                                                                |                                          | 3:57  |
| 7.  | Bust (featuring Killer Mike)                                               |                                          | 3:08  |
| 8.  | War                                                                        |                                          | 2:43  |
| 9.  | Church                                                                     |                                          | 3:27  |
| 10. | Bamboo (interlude)                                                         |                                          | 2:09  |
| 11. | Tomb of the Boom (featuring Konkrete, Big Gipp et Ludacris)                |                                          | 4:46  |
| 12. | E-Mac (interlude)                                                          |                                          | 0:24  |
| 13. | Knowing (featuring André 3000)                                             |                                          | 3:32  |
| 14. | Flip Flop Rock (featuring Killer Mike et Jay-Z)                            |                                          | 4:35  |
| 15. | Interlude                                                                  |                                          | 1:15  |
| 16. | Reset (featuring Khujo et Cee Lo Green)                                    | Sexy Woman de Timmy Thomas               | 4:35  |
| 17. | D-Boi (interlude)                                                          |                                          | 0:40  |
| 18. | Last Call (featuring Slimm Calhoun, Lil Jon & the East Side Boyz et Mello) |                                          | 3:57  |
| 19. | Bowtie (Postlude)                                                          |                                          | 0:34  |

### The Love Below
| No  | Titre                                            | Contient un (des) sample(s) de                                       | Durée |
| --- | ------------------------------------------------ | -------------------------------------------------------------------- | ----- |
| 1.  | The Love Below (Intro)                           |                                                                      | 1:27  |
| 2.  | Love Hater                                       |                                                                      | 2:49  |
| 3.  | God (interlude)                                  |                                                                      | 2:20  |
| 4.  | Happy Valentine's Day                            |                                                                      | 5:23  |
| 5.  | Spread                                           | Yes Indeed!! de Ray Charles                                          | 3:51  |
| 6.  | Where Are My Panties?                            |                                                                      | 1:54  |
| 7.  | Prototype                                        |                                                                      | 5:26  |
| 8.  | She Lives in My Lap (featuring Rosario Dawson)   | Mind Playing Tricks on Me des Geto Boys Pistolgrip-Pump de Volume 10 | 4:27  |
| 9.  | Hey Ya!                                          |                                                                      | 3:55  |
| 10. | Roses (featuring Big Boi)                        |                                                                      | 6:09  |
| 11. | Good Day, Good Sir                               |                                                                      | 1:24  |
| 12. | Behold a Lady                                    |                                                                      | 4:37  |
| 13. | Pink & Blue                                      | Age Ain't Nothing but a Number d'Aaliyah                             | 5:04  |
| 14. | Love in War                                      |                                                                      | 3:25  |
| 15. | She's Alive                                      |                                                                      | 4:06  |
| 16. | Dracula's Wedding (featuring Kelis)              |                                                                      | 2:32  |
| 17. | My Favorite Things                               |                                                                      | 5:14  |
| 18. | Take Off Your Cool (featuring Norah Jones)       |                                                                      | 2:38  |
| 19. | Vibrate                                          |                                                                      | 6:38  |
| 20. | A Life in the Day of Benjamin André (Incomplete) |                                                                      | 5:11  |